# Mellemste Finlands Len
Mellemste Finlands Len, (sv.: Mellersta Finlands län, (fi.: Keski-Suomen lääni), var et len i Finland. Lenet blev skabt i 1960 af dele af Vasa Len, Tavastehus län, S:t Michels län og Kuopio Len, og det blev opløst ved udgangen af 1997.
Lenets område var næsten samme som landskabet Mellersta Finland. Mellemste Finlands Lens residensstad var Jyväskylä. I forbindelse med lensreformen i 1997 blev området en del af Vestfinlands len den 1. januar 1998.